# Monarquia federal
Uma monarquia federal é uma federação de estados com um único monarca como chefe geral da federação, mas pode reter diferentes monarcas ou um sistema não monárquico de governo, nos vários estados que aderiram à federação.

## Como um termo em ciência política
O termo foi introduzido no discurso político e histórico inglês por Edward Augustus Freeman, em sua History of Federal Government (1863). Freeman, se pensou uma monarquia federal só é possível em nível abstrato.

## Monarquias federais

### História
Historicamente um exemplo importante de uma monarquia federal foi o Império Alemão de 1871–1918. O chefe de estado da federação foi o Imperador Alemão, que também era Chefe de Estado do maior estado constituinte da federação, como Rei da Prússia, enquanto outros reinos constituintes, como os reinos Baviera, Saxônia e Württemberg, mantiveram seus próprios monarcas e exércitos. Além das 23 monarquias completamente federadas do Império, havia três repúblicas Cidades-Estados, chamadas de Bremen, Hamburgo e Lübeck, além da Alsácia-Lorena, como repúblicas semiautônomas desde 1912.
O conceito desempenhou um papel em debates políticos na Itália e Áustria-Hungria no século XIX e na Iugoslávia no século XX, sem jamais ser colocado em efeito em qualquer um desses casos. Por exemplo, Itália não era um país antes de 1861, incluindo vários pequenos reinos, ducados, repúblicas, etc. Áustria tinha sido historicamente um país porém devido ao grande número de grupos étnicos no país uma monarquia federal foi sugerida. A Iugoslávia era muito semelhante à Itália; no entanto, anteriormente teve seu território ocupado pela Áustria e pelo Império Otomano.

### Império do Brasil
Existem algumas crenças de que, no período de sua existência, o Partido Liberal do Império do Brasil tinha como um de seus grandes objetivos a criação de uma monarquia federal no Brasil, que na época era um estado unitário em que as províncias poderiam ser subdivididas de acordo com as vontades do Estado. Ainda que formalmente fosse um Estado Unitário, apresentava diversas características próprias de um estado federal (divisão de competências entre governo geral e governos regionais, a capacidade de os governos provinciais tomarem decisões autonomamente sobre temas relativos à tributação, força policial, obras públicas, empregos, etc.), apesar deste não ter existido como tal em sua plena concepção. Portanto, muitos historiadores consideram o Brasil imperial como uma quasi-federação.

### Atualmente
Em anos recentes o Reino da Bélgica e o Reino da Espanha têm sido referidos como monarquias federais, embora nenhum dos dois são oficialmente denominados como tal. Canada e Austrália são também Monarquias Federais e, simultaneamente compartilham a mesma pessoa como seus respectivos soberanos. (em ambos os casos, um Governador-Geral exerce os poderes do monarca a nível nacional, enquanto um tenente-governador (para as províncias canadenses) ou governador (para estados australianos) exerce o poder do monarca em cada província / estado.) Nesses países, o monarca pode funcionar como pessoas jurídicas distintas em cada nível de governo; por exemplo, é possível para a Rainha em direito do Canadá possa processar a Rainha de direito em Ontário, apesar de ambas as Rainhas serem a Rainha do Canadá. Isto aplica-se internacionalmente, bem como; Rainha de direito da Colúmbia Britânica pode processar a Rainha de direito da Austrália ou de Victória ou o Reino Unido, desde que o fórum seja apropriado, mesmo que o Monarca real seja a mesma pessoa em cada um destes fatos potenciais.
Atualmente o termo pode ser aplicado em seu total sentido nos Emirados Árabes Unidos e na Malásia, em ambos os quais o Chefe de Estado da federação é selecionado dentre os líderes, Sheique ou Sultão, respectivamente, que governam os Estados constituintes da federação.

## Lista de monarquias federais
| Nação                  | Nome Oficial                       | Subdivisões                    | Chefe de Estado       |
| ---------------------- | ---------------------------------- | ------------------------------ | --------------------- |
| Austrália              | Comunidade da Austrália            | Estados e territórios          | Rei ou Rainha         |
| Bélgica                | Reino da Bélgica                   | Comunidades e Regiões          | Rei ou Rainha         |
| Canadá                 | Canadá                             | Províncias e territórios       | Rei ou Rainha         |
| Malásia                | Malásia                            | Estados e Territórios federais | Yang di-Pertuan Agong |
| São Cristóvão e Névis  | Federação de São Cristóvão e Névis | Paróquias                      | Rei ou Rainha         |
| Emirados Árabes Unidos | Emirados Árabes Unidos             | Emirados                       | Presidente            |